# Monasterio de Basarbovo

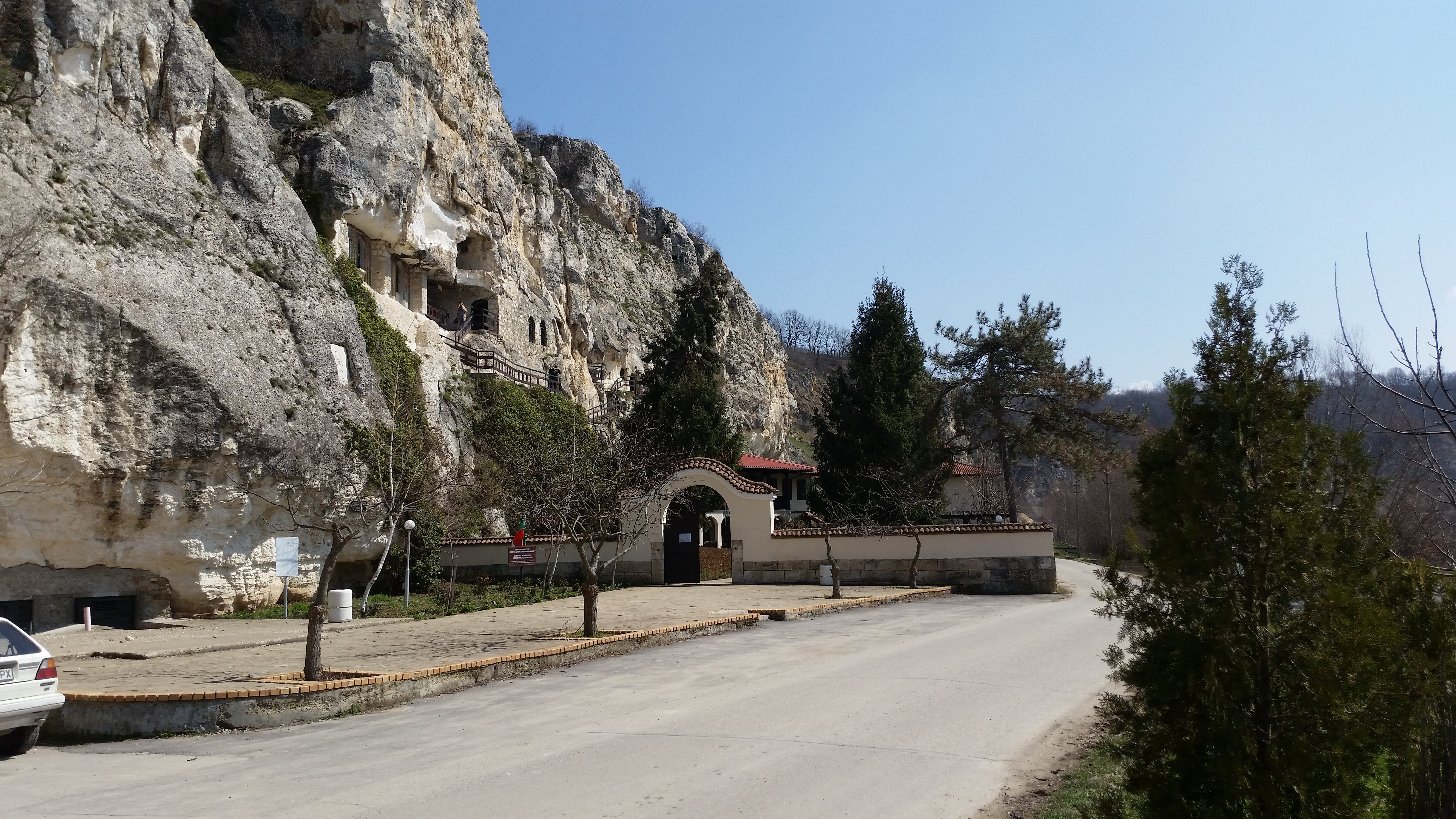
Entrada al Monasterio

El monasterio de Basarbovo (en búlgaro: Басарбовски манастир), o también monasterio de San Dimitar Basarbowski, es un monasterio rupestre búlgaro ortodoxo cerca de la ciudad de Ruse, en el noreste del país. Tiene el mismo nombre que el pueblo cercano de Basarbovo y se encuentra a unos 35 metros del río Rusenski Lom, un afluente del Danubio.
Aunque se fundó durante el Segundo Imperio búlgaro, la mención escrita más antigua del monasterio data del siglo XV en un registro fiscal otomano.

## Historia
Los primeros registros históricos del monasterio datan del siglo XV y se encuentran en algunos documentos fiscales del imperio otomano. Se puede leer una anotación de propiedad de la tierra (denominada en el documento "timar"), atribuida al líder de Valaquia, Ivanko Basarab, suegro del zar Ivan Alexander. Este "timar" es el primer documento escrito que menciona el nombre de la aldea de Basarbovo como «el monasterio de Basarab».
En 1911, se estableció un Comité de Restos Históricos en el Museo Arqueológico Nacional de Sofía, cuya principal tarea fue la elaboración de un mapa arqueológico de Bulgaria. El famoso viajero checo, Karel Skorpil, que había llevado a cabo viajes científicos por toda Bulgaria en 1887 y en 1892, fue invitado para la realización de este trabajo. En 1912, Skorpil emprendió un viaje por el río Lom, visitando y describiendo el monasterio de Basarbovo. Se desconoce el año en que el monasterio quedó sin habitantes permanentes durante la dominación otomana de Bulgaria. El entonces futuro obispo de Smolyan Tihon, se hizo cargo del monasterio en 1919, mientras que en 1937, un monje llamado Hadji Hrisant, del monasterio de Preobrazhene, se estableció allí y comenzó a restaurar el monasterio.  Aquel mismo año se creó un comité para la construcción de la capilla de «St. Dimitrii de Basarbovo». El primer trabajo del comité fue construir una celda de monje en el patio cercado del monasterio. La celda fue consagrada el 14 de mayo de 1937, pero existió solo hasta 1940 cuando fue destruida por una inundación. Después de la inundación, el padre Hrisant comenzó a recaudar donaciones para el monasterio y en el plazo de un mes recaudó fondos suficientes para la construcción de dos celdas junto a la iglesia. Se terminaron el 30 de agosto de 1940. 

### San Dimitar
El santo, cuyo nombre lleva el monasterio, es mencionado por St Paisii Hilendarski en su Historia eslavo-búlgara. San Dimitrii de Basarbovo nació en 1685 y vivió una vida sencilla de laico. Después de su muerte, sus reliquias fueron trasladadas a la aldea de Basarbovo y, según los informes, ayudaron a sanar a muchos hombres. Durante la guerra ruso-turca de 1768-1774 las reliquias fueron transportadas por el general Peter Saltikov a Bucarest y guardadas en la iglesia Metropolitana (actualmente del Patriarca) "San Constantino y Santa Elena", donde aún se encuentran. La fiesta del santo se celebra todos los años el día 26 de octubre. 

### Actualidad
En la actualidad, el monasterio rupestre de Basarbovo sigue funcionando, y está bien cuidado. Los peregrinos ingresan por un patio con jardín cultivado, un camino conduce a un pozo excavado por el propio santo Dimitrii. Dos habitaciones y un refectorio construidos en 1956 están situados al pie de las rocas. 48 escaleras conducen a una repisa en la roca. Allí se puede ver un nicho en el que el santo Dimitrii dormía según la leyenda. A la derecha, los visitantes pueden ver la iglesia excavada en la roca con un iconostasio de madera tallada, realizado en 1941. Allí se encuentra un gran ícono del santo, donde se le representa rodeado de 10 escenas de su vida con inscripciones en rumano (letras cirílicas) y griego. Otras escaleras de piedra conducen a una cueva natural, donde el monje Hrisant fue enterrado. Más tarde, la cueva sirvió para enterrar los huesos de otros monjes difuntos del monasterio. Hace algunos años, los huesos fueron enterrados en el cementerio del monasterio, mientras que la bóveda actualmente alberga una exposición de carácter museístico.
Es el único monasterio activo de cuevas en la historia moderna de Bulgaria. Fue nombrado un monumento de valor histórico en 1978.

## Galería de imágenes

"Roquedo
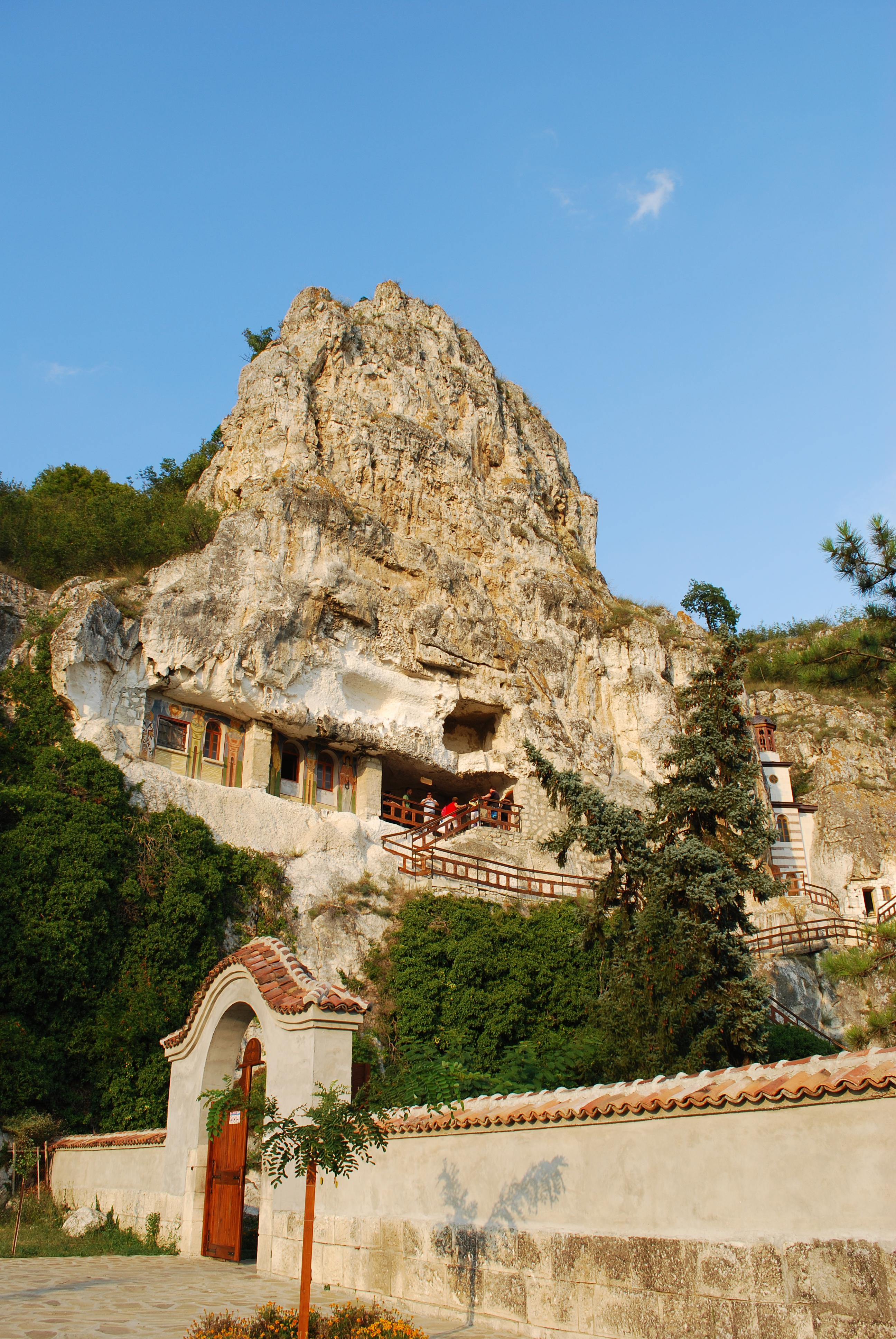
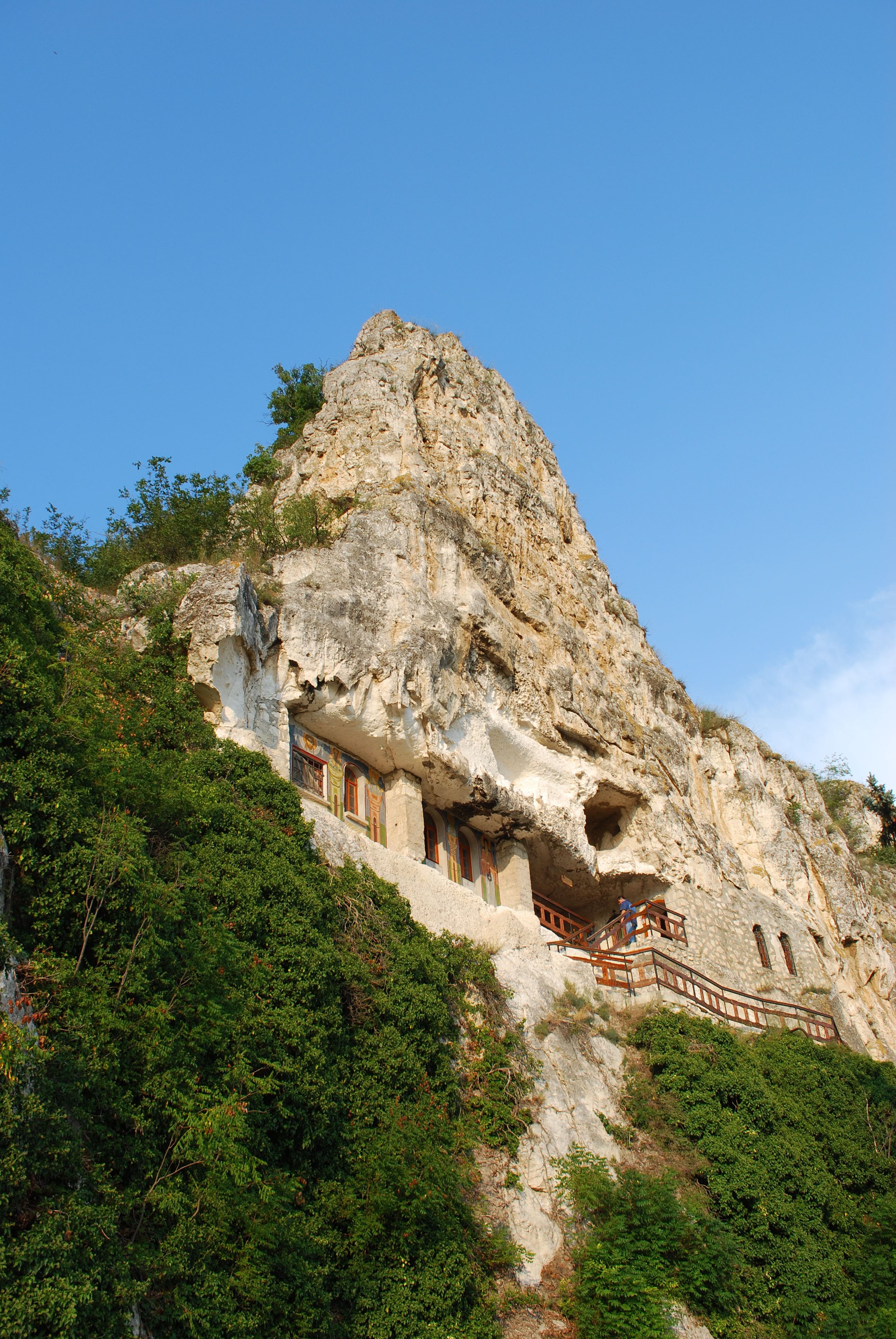
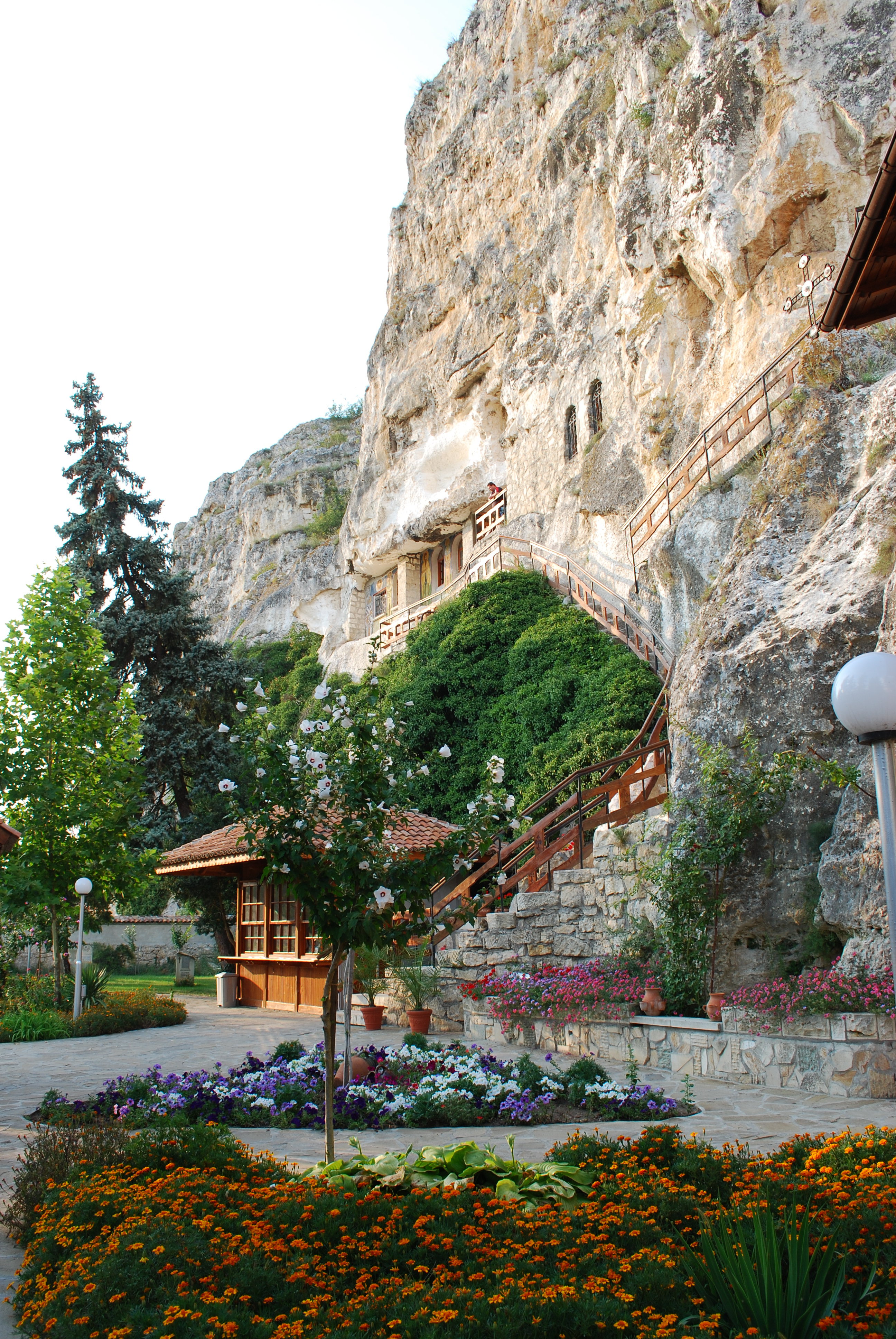
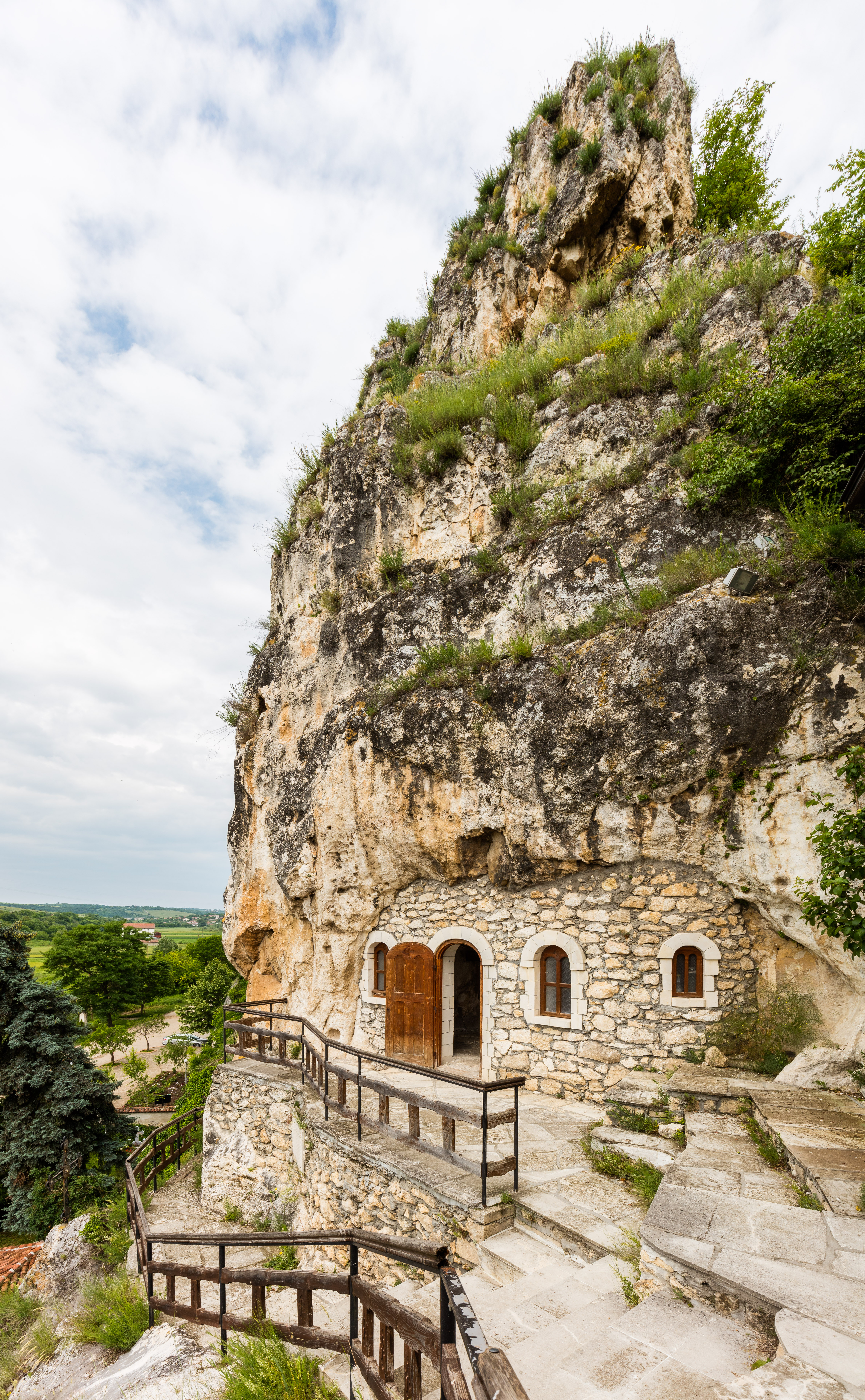
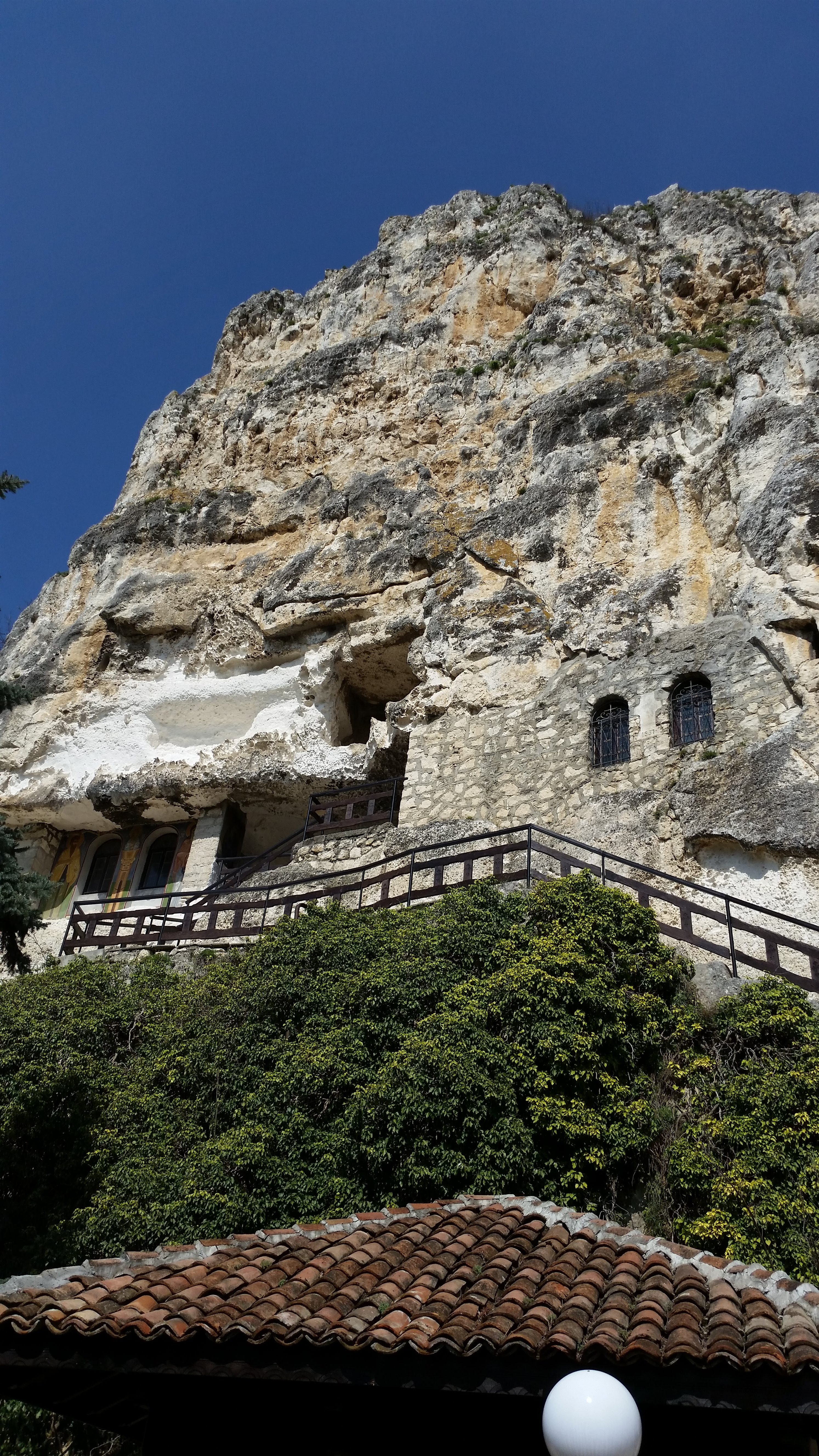

- Roquedo donde está el monasterio rupestre

- Roquedo donde está el monasterio rupestre

"Roquedo
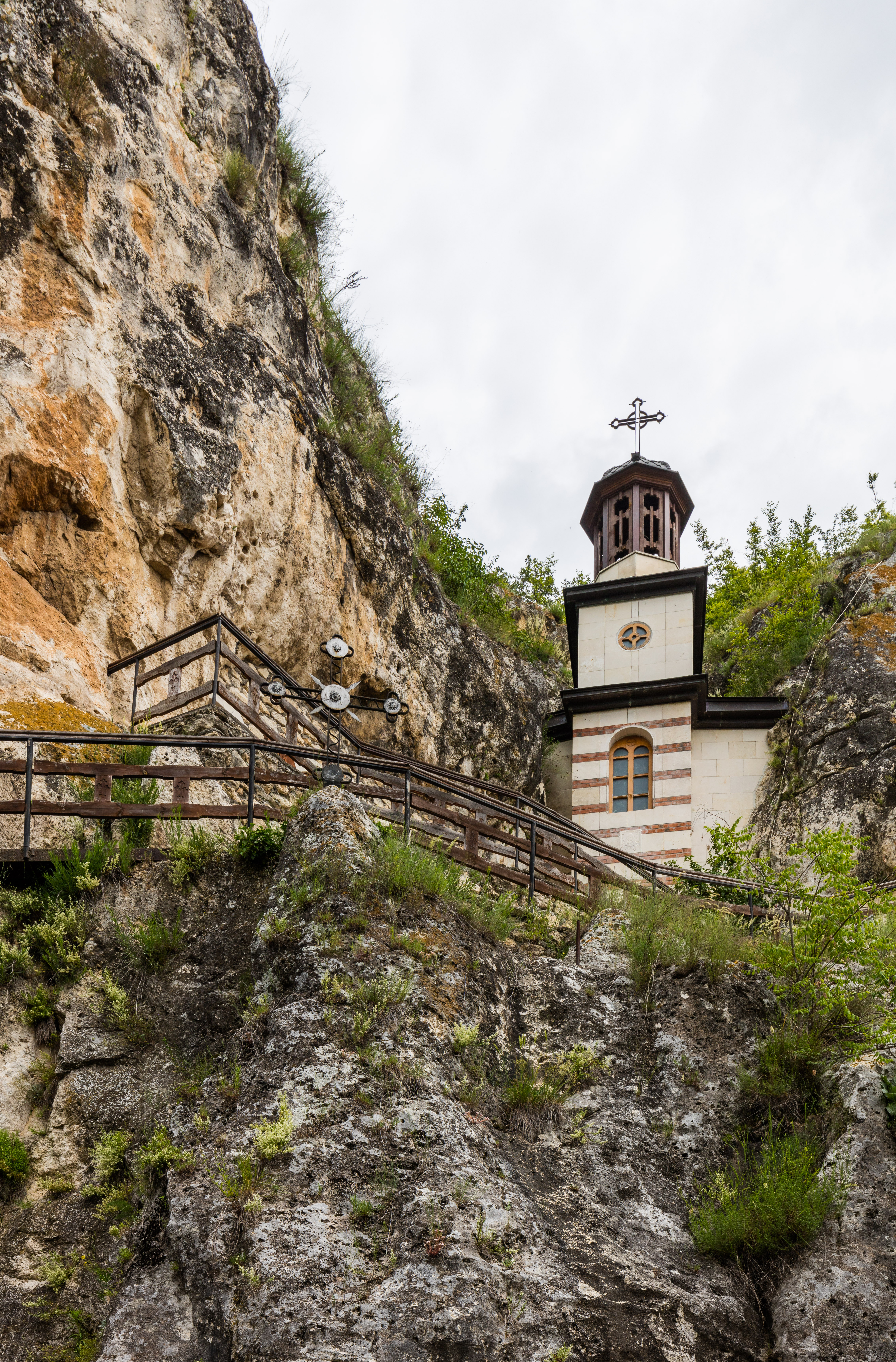
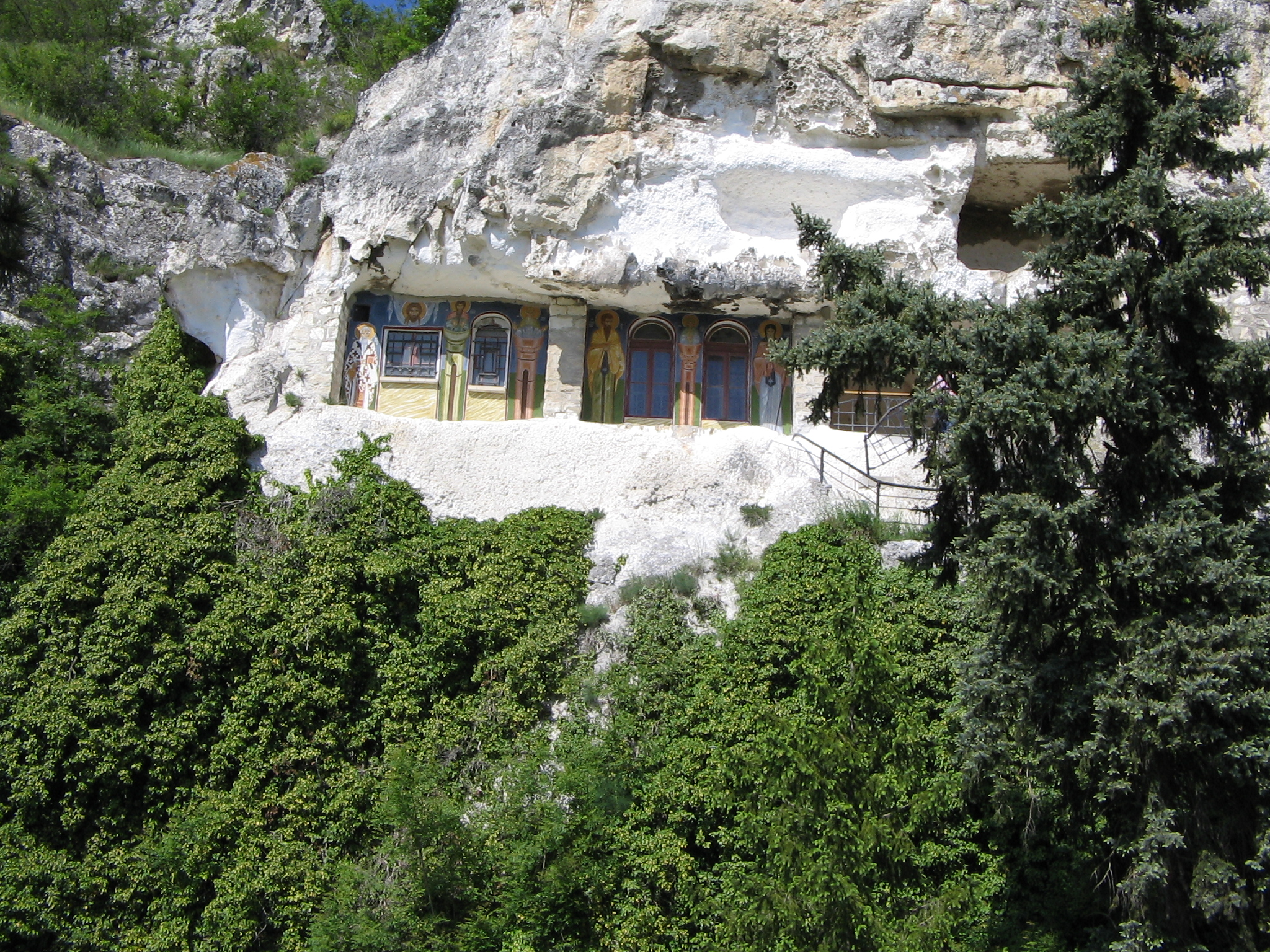
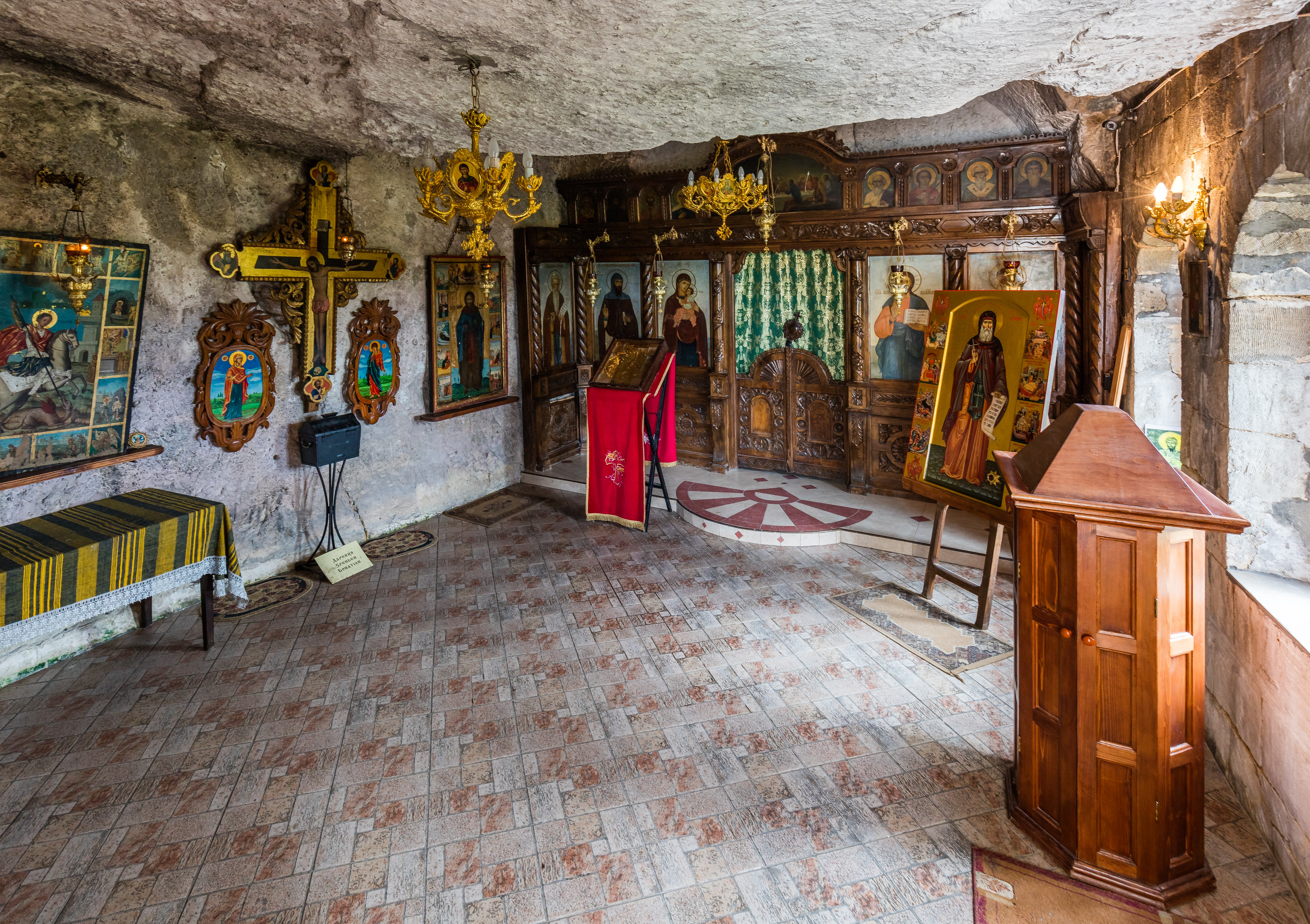
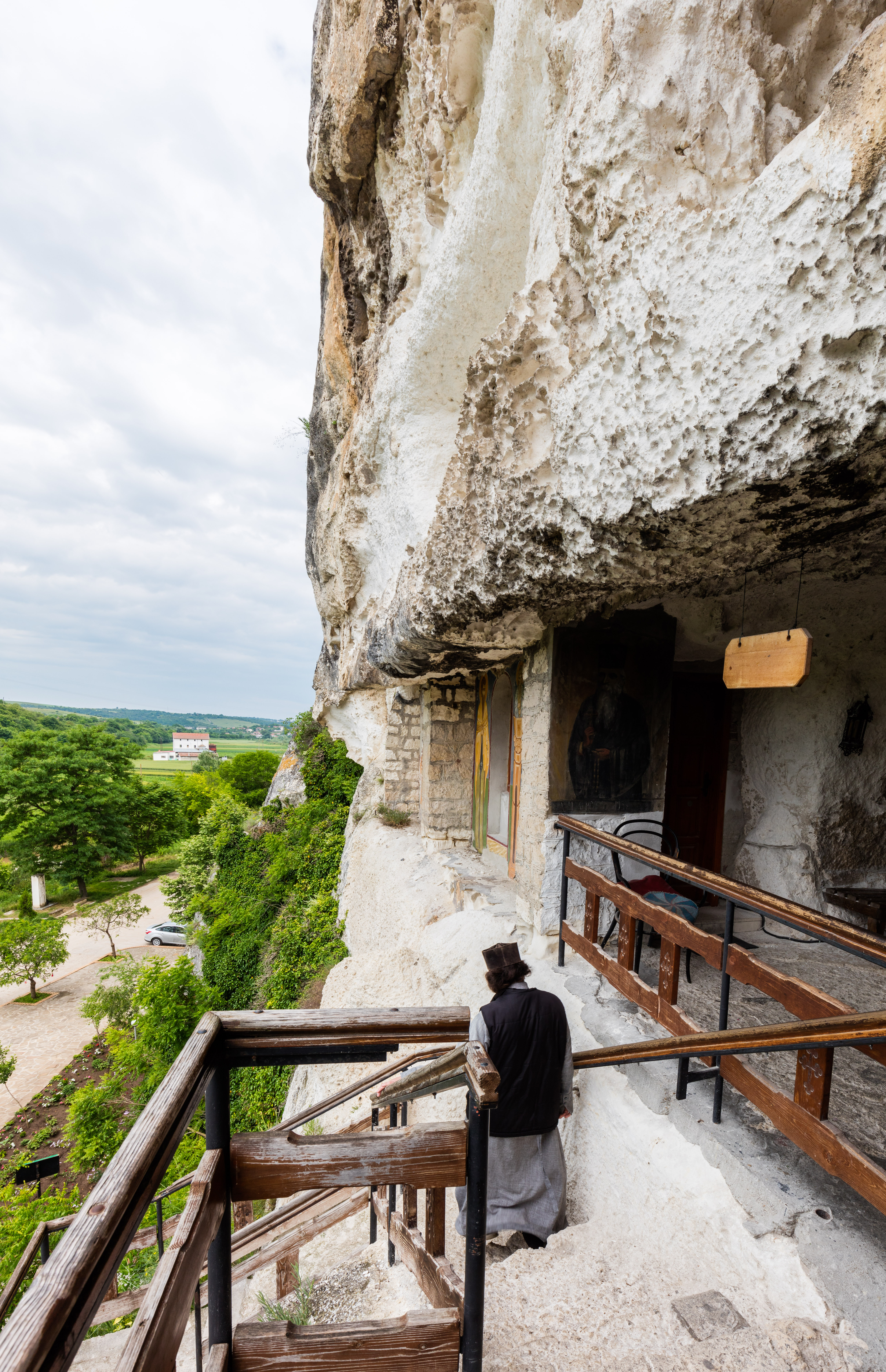
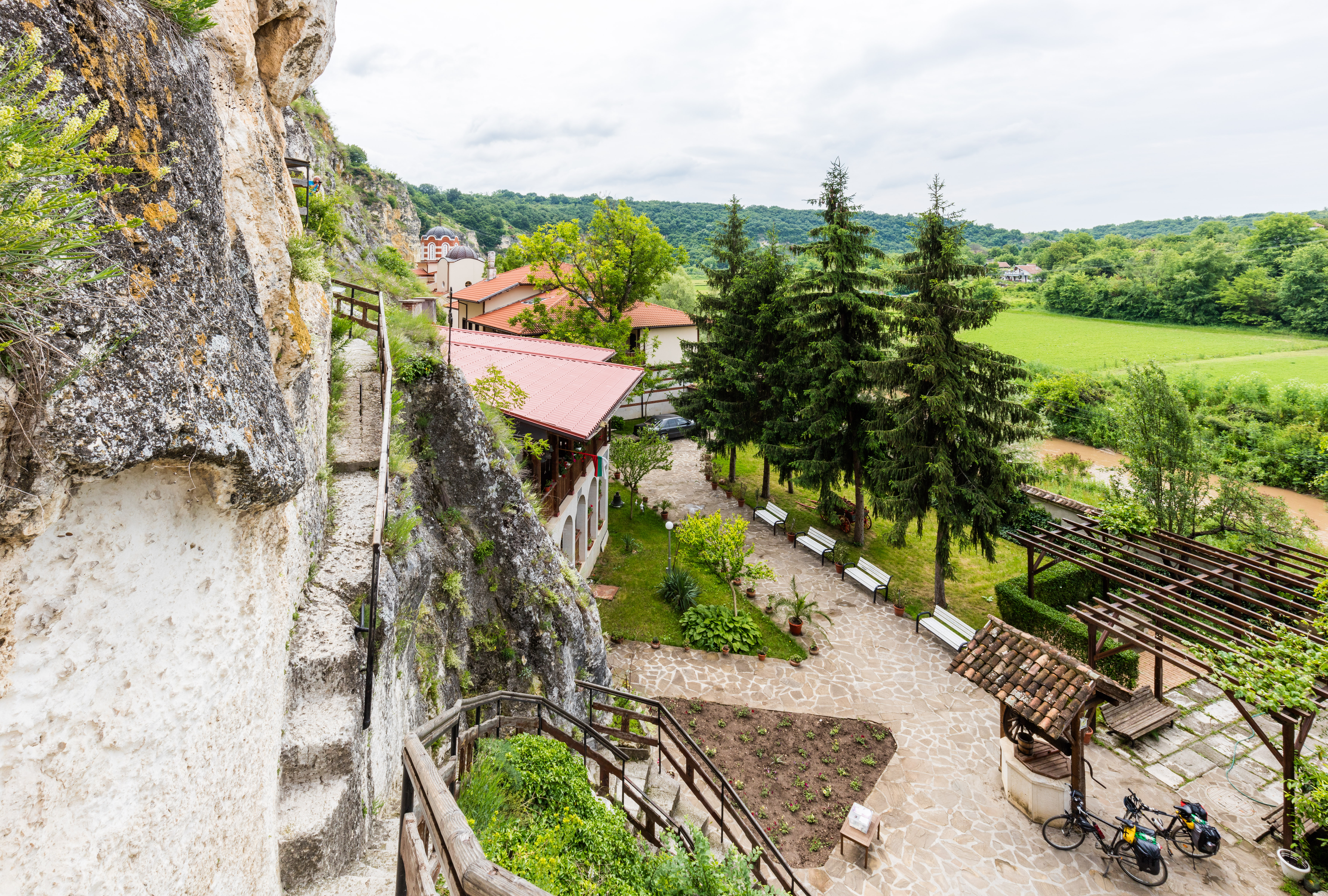
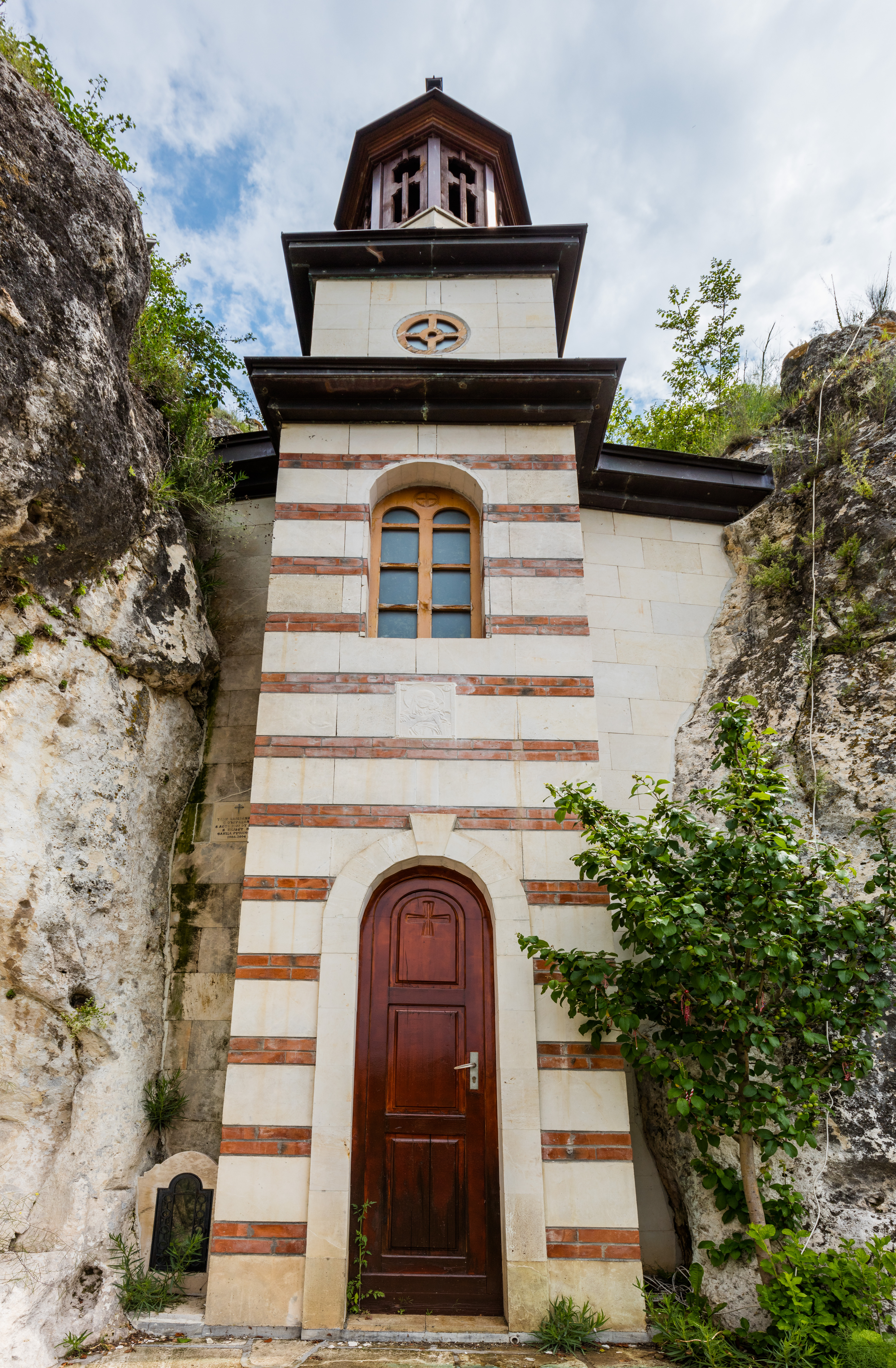
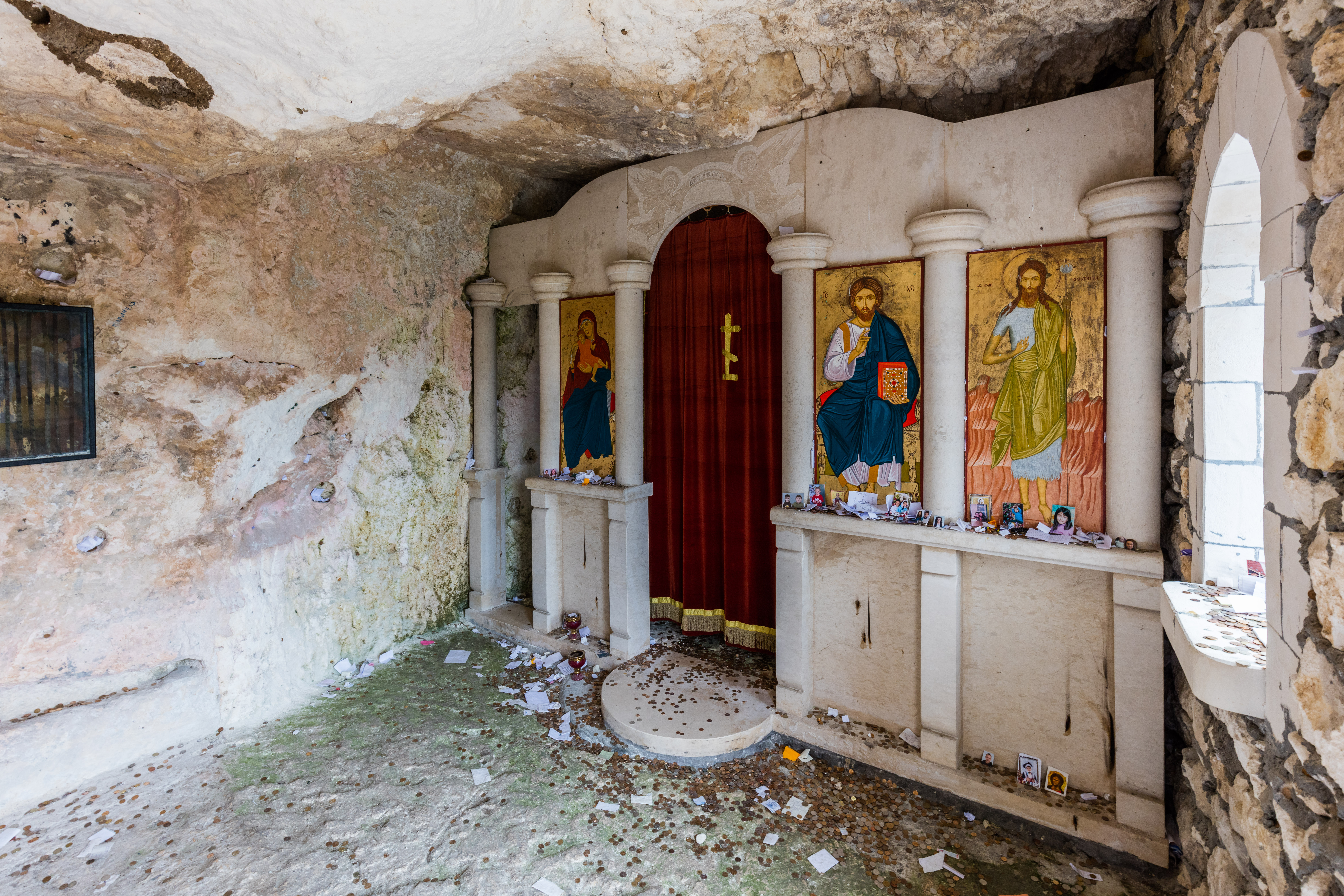
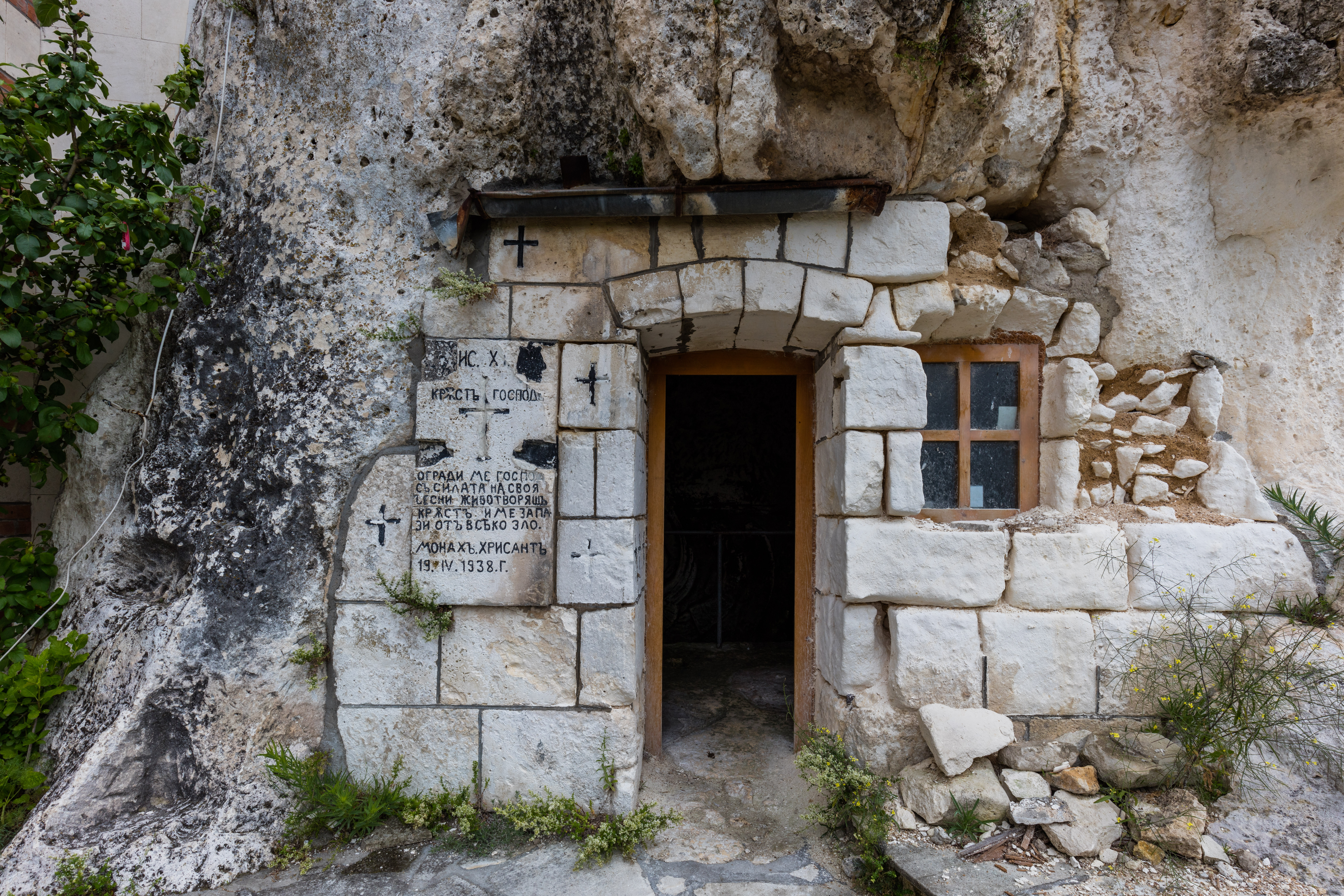
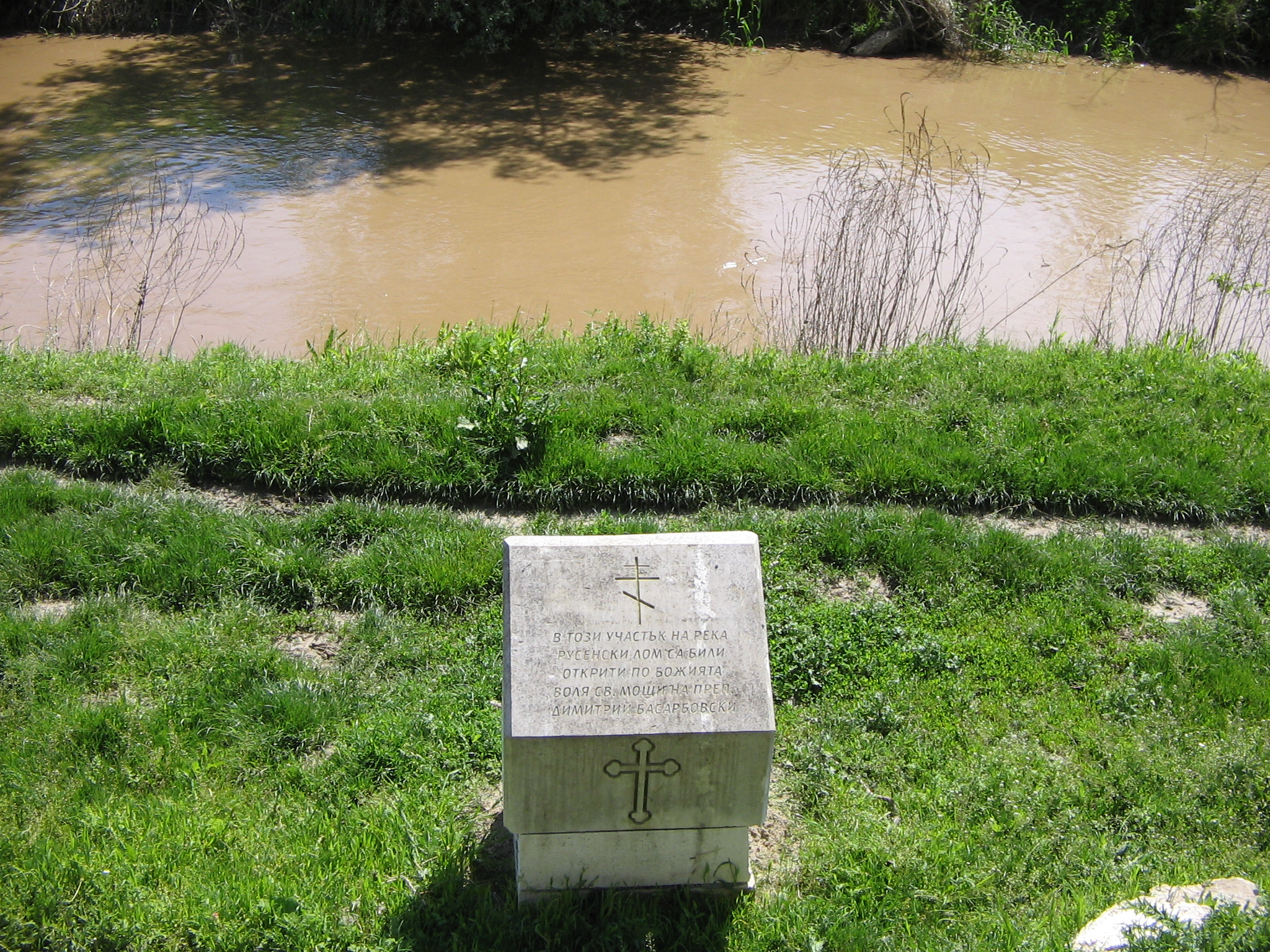
Паметен знак в близост до манастира.
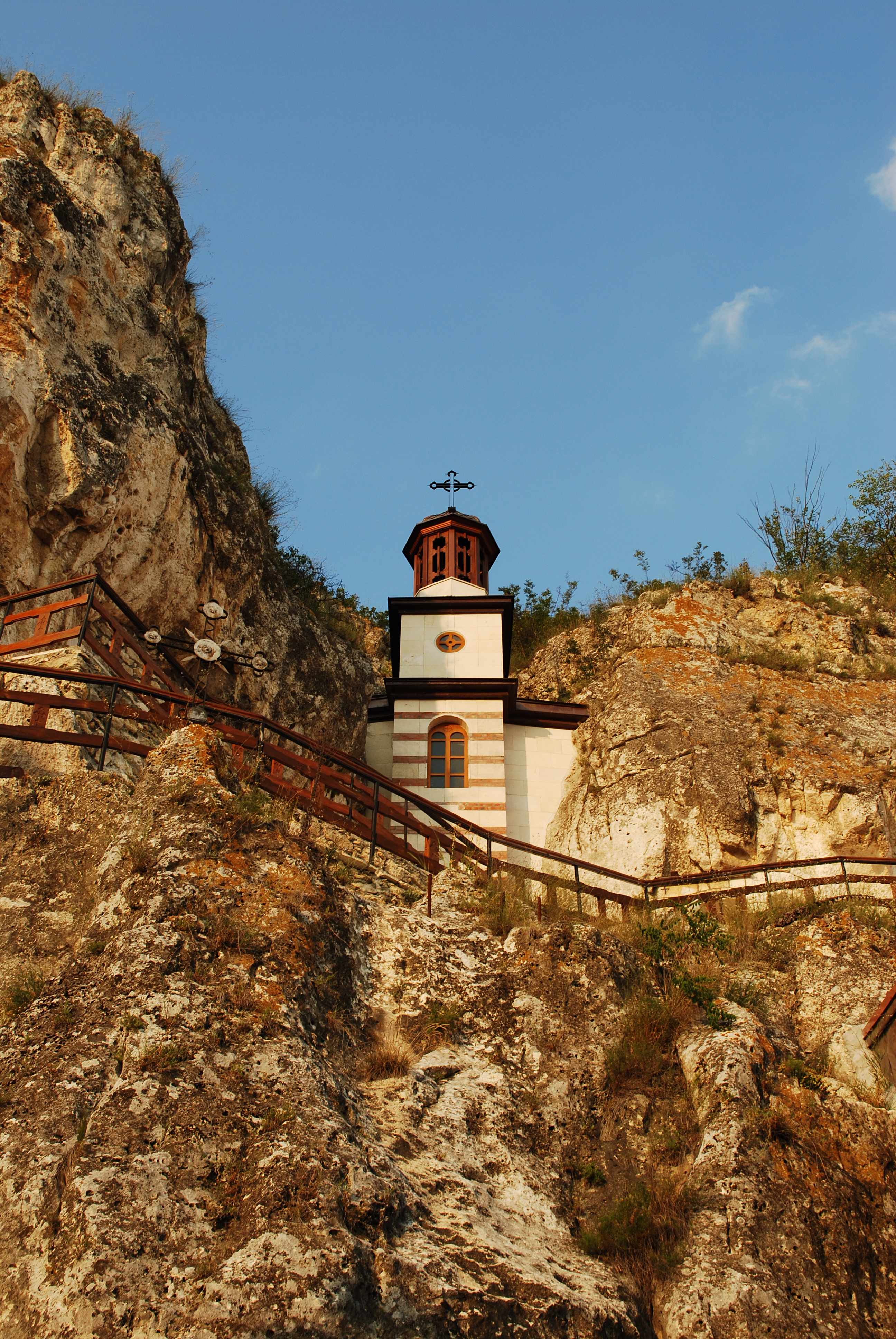
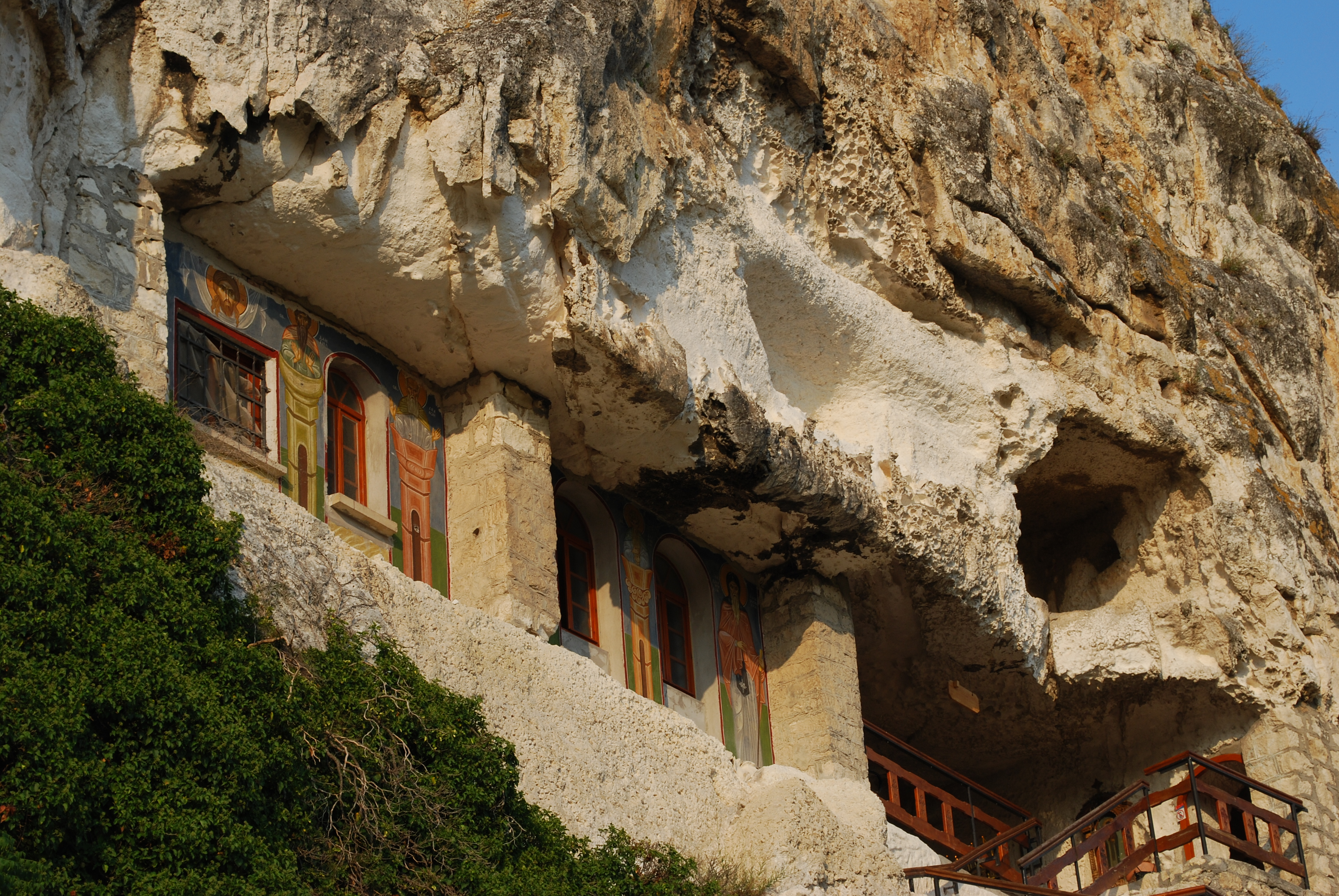
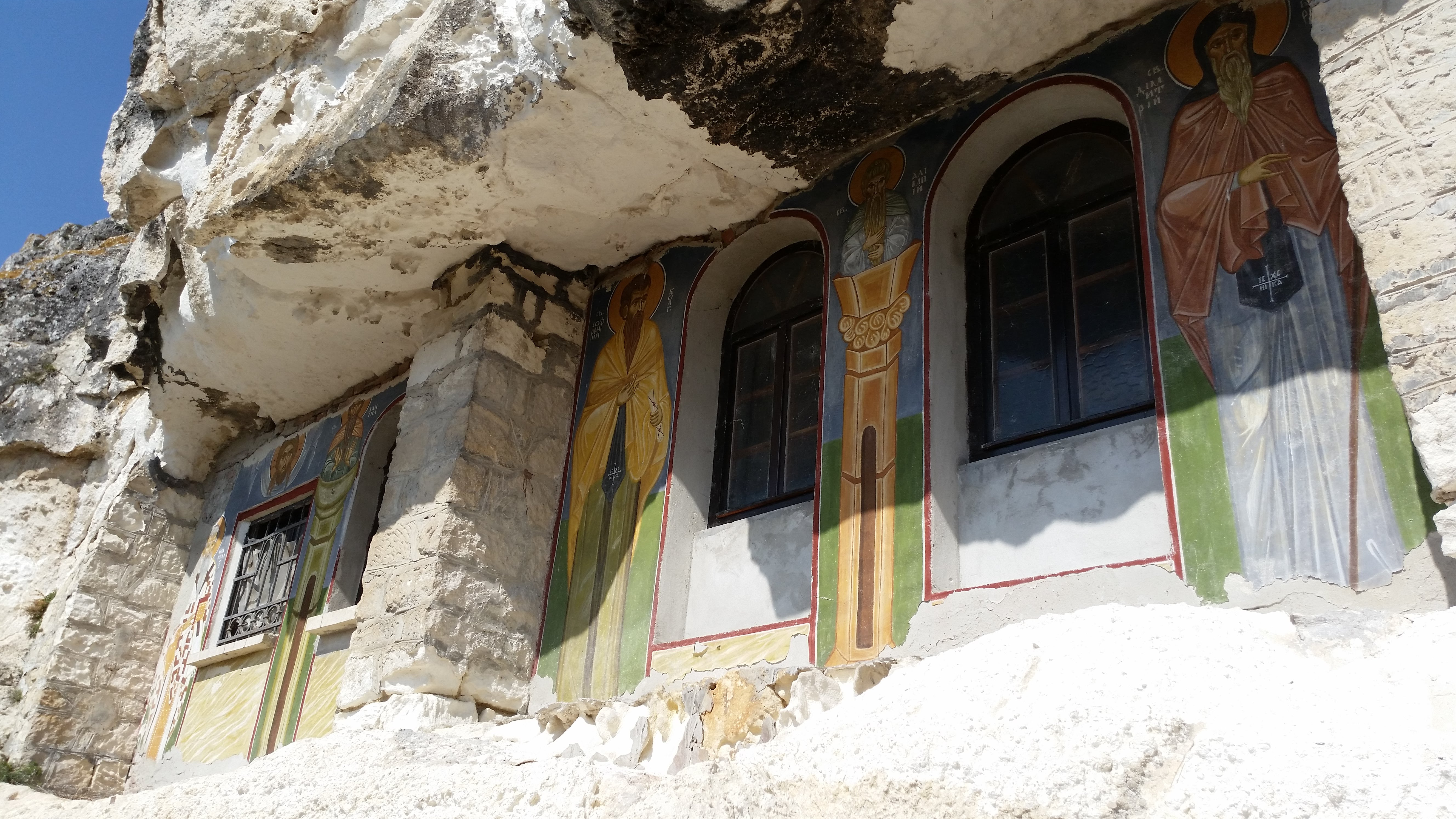